# ランチア・2000
2000は、ランチアが製造販売していた自動車である。

## 概要
1971年、「フラヴィア」の後継車種として販売を開始した。ドライブトレインや車体など大半をフラヴィアから流用している。